# Dorothea Heymann-Reder
Dorothea Heymann-Reder, geboren als Dorothea Heymann, (* 24. Juli 1963 in Köln) ist eine deutsche Übersetzerin und Politikerin (Bündnis 90/Die Grünen). Sie war von 1997 bis 1998 Abgeordnete im Landtag von Nordrhein-Westfalen.
Dorothea Heymann-Reder beendete 1982 die Schule mit dem Abitur und machte anschließend eine Ausbildung zur Bankkauffrau, die sie 1987 abschloss. Anschließend arbeitete sie im Auslandsbankenbereich und später für das Risikomanagement im Interbankenhandel. Von 1992 bis 1999 studierte sie Französisch, Spanisch und Sprachwissenschaft an der Universität Köln. Ab 1995 arbeitete sie als Studentische Hilfskraft am Lehrstuhl für Sprachliche Informationsverarbeitung, ein Jahr später übernahm sie erste regelmäßige Übersetzertätigkeiten. Im September 1996 wurde sie als staatlich geprüfte Übersetzerin zugelassen.
Im Jahr 1993 wurde Heymann-Reder Mitglied der Grünen. Sie wurde im selben Jahr Mitglied des Ortsvereinsvorstandes. Von 1994 bis 1995 war sie Mitglied im Rat der Stadt Hürth, wo sie stellvertretende Fraktionsvorsitzende ihrer Fraktion wurde. Ab 1997 war sie Sachkundige Bürgerin im Umwelt- und Planungsausschuss und im Schulausschuss des Rates der Stadt Bornheim. Am 21. Oktober 1997 rückte sie in der zwölften Wahlperiode in den Landtag von Nordrhein-Westfalen nach, wo sie Mitglied im Migrationsausschuss und im Stadtentwicklungsausschuss war. Das Landtagsmandat legte sie am 28. September 1998 aus persönlichen Gründen nieder.
Heymann-Reder betätigt sich (Stand 2017) als selbständige Übersetzerin in Bonn. Schwerpunkt ihrer Tätigkeit sind Übersetzungen aus den Bereichen Informatik und Wirtschaft.

## Veröffentlichungen
- Social Media Marketing. Erfolgreiche Strategien für Sie und Ihr Unternehmen. Addison-Wesley, München 2011, ISBN 978-3-8273-3021-5.